# Jan Fryderyk Wirtemberski
Jan Fryderyk Wirtemberski (ur. 5 maja 1582 Montbéliard, zm. 18 lipca 1628 w drodze do Heidenheim) – książę Wirtembergii.

## Życiorys
Syn księcia Fryderyka I Wirtemberskiego i Sibylli von Anhalt. Jego dziadkami byli: hrabia Mömpelgard Jerzy I Wirtemberski i Barbara Heska oraz książę Anhalt Jan Fryderyk i Agnes von Barby.
Wychowywał się w zamku Mompelgard, który był posiadłością rodową otrzymaną na mocy umowy rodowej przez jego pradziada, hrabiego Henryka Wirtemberskiego-Mömpelgarda. Gdy w 1593 roku umarł bezpotomnie książę Ludwik Wirtemberski, na tron wstąpił ojciec Jana Fryderyk I Wirtemberski. Cała rodzina przeniosła się więc do Stuttgartu.
W 1608 roku umarł książę Fryderyk i Jan Fryderyk wstąpił na tron.
5 listopada 1609 roku ożenił się z Barbarą Zofią Hohenzollern – córką margrabiego Brandenburgii Joachima Fryderyka i Katarzyny Hohenzollern. Ślub odbył się na zamku u Urach. Para miała 10 dzieci:
- Henrietta (1610-1623)
- Fryderyk (1612-1612)
- Antonina (1613-1679)
- Eberhard (1614-1674)
- Fryderyk (1615-1682)
- Ulryk (1617-1671)
- Anna (1619-1679)
- Sibylla (1620-1679) – żona księcia Leopolda, syna księcia Ludwika
- Eberthal (1623-1624)

28 maja 1617 roku podpisał umowę rodową, która nadawała jego braciom dziedziczne tytułu i posiadłości książęce: Ludwik otrzymał Mömpelgard, Juliusz – Weiltingen, Fryderyk – Neuenstadt, Magnus – Neuenbürg.
Podczas wojny trzydziestoletniej brał udział w bitwie pod Wimpfen. W trakcie tej bitwy zginął jego brat Magnus. Jego posiadłości wróciły do Jana Fryderyka.
Jan Fryderyk zmarł 1628 roku. Jego syn był wtedy jeszcze małoletni, dlatego opiekę nad nim zajął się jego brat Ludwik.